# Joanne Liu
Joanne Liu, född 4 november 1965 i Québec City, Kanada, är en kanadensisk pediatrisk läkare, professor i medicin vid universitetet i Montreal.

## Biografi
Liu är dotter till en kinesisk invandrare från Taishan, Guangdong. Hennes familj driver en kinesisk restaurang och hon är fjärde barnet efter, David, Anthony och Margaret. När hon var tretton år, fascinerades hon av Et la Paix dans le monde docteur, en bok om erfarenheter från en läkare som arbetade med Läkare Utan Gränser under sovjetiska invasionen av Afghanistan. Detta inspirerade henne till att själv också vilja arbeta i denna organisation. Under skoltiden i St. Lawrence, Québec City, reste hon till Mali med Canadian Crossroads International. 
Liu tog examen vid Medicinska fakulteten på McGill University och avslutade sin pediatriska grundutbildning vid Centre hospitalier universitaire Sainte-Justine. Hon genomgick sedan en specialutbildning i pediatrisk akutvård på Bellevue Hospital Center i New York University School of Medicine och tog en internationell magisterexamen för sjukvårdsledare vid McGill University Des Autels fakultet för Management.

## Karriär
Liu började 1996 sin karriär inom Läkare utan gränser ([MSF), när hon arbetade med maliska flyktingar i Mauretanien. Sedan dess har hon gett stöd vid jordbävningen och tsunamin 2004 Indiska oceanen, hjälpt till att kontrollera en koleraepidemi i Haiti, hjälpt somaliska flyktingar i Kenya och utfört medicinsk hjälp i många konfliktområden, såsom Palestina, Centralafrikanska republiken och Sudans Darfurregion. Hon har också bidragit till att utveckla ett av de första programmen för att erbjuda omfattande medicinsk vård för överlevande efter sexuellt våld i Republiken Kongo.
Från 1999 till 2002, var Liu programchef på MSF-kontoret i Paris. Hon gick sedan vidare till uppdrag som ordförande i styrelsen för MSF i Kanada mellan 2004 och 2009. Hon har bidragit till att skapa och för närvarande (2016) driva organisationens telemedicinprojekt, som förbinder MSF-läkare på 150 avlägsna platser med en plattform med över 300 medicinska specialister över hela världen. Genom att kommunicera via specialiserade nätverk kan MSF:s fältläkare få kritiska diagnoser och behandlingsrekommendationer för sina patienter inom några timmar.
Från 2002 till 2013, har Liu arbetat heltid som pediatrisk akutläkare på Ste-Justine- sjukhuset i Montreal och vid Health Travel Clinic vid Centre hospitalier de l'Université de Montréal. Hon är också docent vid Université de Montréal. 
I oktober 2013 tillträdde Liu som internationell chef för MSF i Genève. Som sådan gav hon den 2 september 2014 Liu en genomgång inför FN:s generalförsamling och uppmanade medlemsstaterna att mobilisera mot ebolaepidemin i Västafrika. Den 7 oktober 2015 Liu krävde en oberoende utredning av den amerikanska bombningen av MSF:s sjukhus i Kunduz, Afghanistan. Hon fördömde bombningen och ansåg att det var en krigsförbrytelse.